# Râul Pănicerul
Râul Pănicerul sau Râul Pănicelul este un afluent al râului Sohodol. 

## Hărți
- Harta Județului Brașov
- Harta Munților Bucegi  Arhivat în 28 mai 2008, la Wayback Machine.